# Annie Nathan Meyer

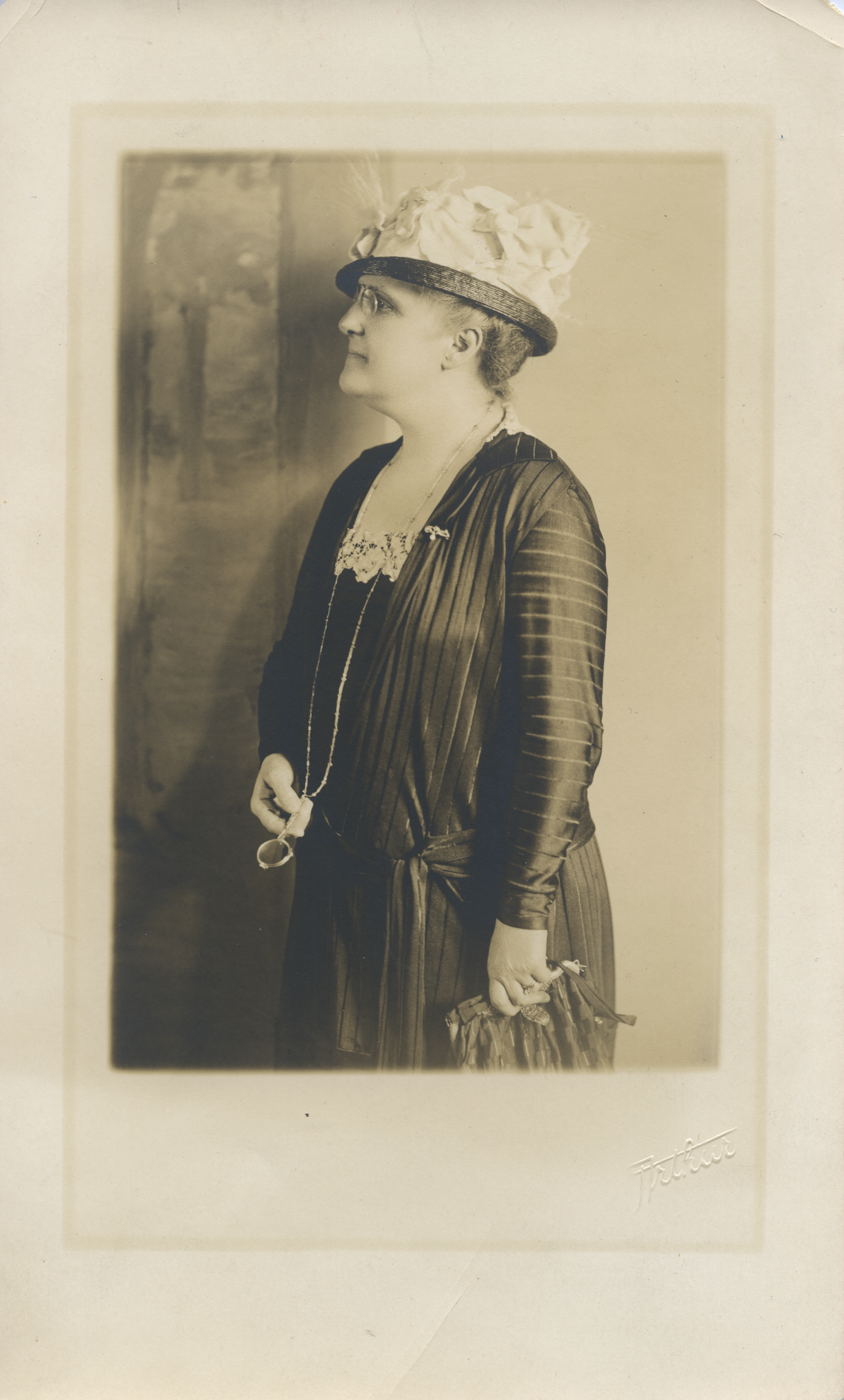
Annie Nathan Meyer en 1920

Annie Nathan Meyer (19 de febrero de 1867– 23 de septiembre de 1951) fue una autora americana y promotora de la educación para mujeres. Su hermana era la activista  Maud Nathan y su sobrino el autor y poeta Robert Nathan.

## Educación y primeros años
Nació en la Ciudad de Nueva York, hija de Annie August y Robert Weeks Nathan. Los Nathans eran una de las familias sefardíes de la era de la América  colonial.  La infancia de Meyer incluyó muchos trances como el Accidente de 1873, que empeoró el estado financiero de sus padres. En 1875, la familia se mudó de Nueva York a Green Bay, Wisconsin, para encontrar oportunidades de trabajo.
Se le impidió ir a la escuela pública por orden de su madre. Meyer fue autodidacta y aseguró haber leído todas las obras de Dickens a los siete años. Meyer se preparó ella misma para inscribirse en el recién creado Curso para Mujeres de la Universidad de Columbia en 1885. El curso no reconoció a sus participantes como alumnas plenamente matriculadas, porque en aquel momento la Universidad de Columbia  no aceptaba oficialmente a mujeres. No asistió porque  casó con Alfred Meyer, un prominente médico y su primo segundo, el 15 de febrero de 1887.

## Carrera

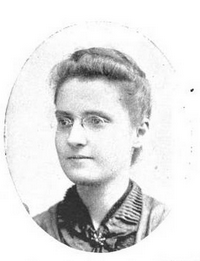
Annie Nathan Meyer

A falta de semanas para su boda, Meyer empezó organizar un comité para financiar una universidad de mujeres en Columbia, en un esfuerzo para proporcionar a mujeres jóvenes la oportunidad de obtener una educación que ella no había disfrutado.  En enero de 1888, Meyer escribió un ensayo de 2.500 palabras en La Nación en el que argumentaba que Nueva York tenía un déficit cultural en comparación con otras grandes ciudades porque carecía de una universidad de artes para mujeres.  Meyer entendió que la idea se quedaba en nada  sin la financiación. Así que, junto con Ella Weed,  creó un comité de cincuenta prominentes neoyorquinos dispuestos a apoyar la universidad proyectada.  Logró superar la oposición de los administradores de la Universidad de Columbia nombrando la universidad en honor a Frederick Barnard, el recién fallecido presidente de Columbia y un fuerte defensor de la coeducación.  La universidad que Meyer fundó, la Universidad de Barnard, es una de las Siete Hermanas y se sitúa actualmente como una de las universidades de élite de América.
Más tarde se convirtió en una reconocida detractora del sufragio femenino (en conflicto directo con su hermana y sufragista Maud Nathan). Durante una temporada, Annie Nathan Meyer fue editora asociada de la Revista de Broadway. Editó El trabajo de la mujer en América (1891) y contribuyó con una serie de artículos en el Correo de Anochecer de Nueva York.